# 駆潜艇

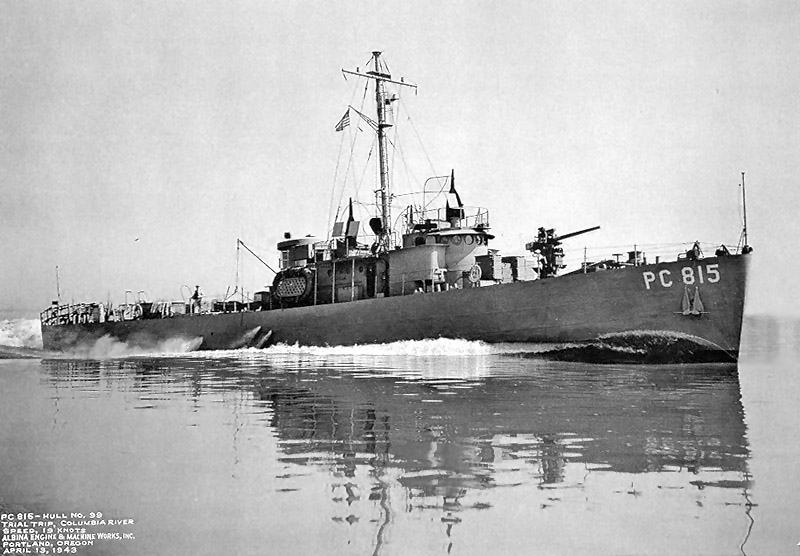
アメリカ海軍のPC-461級駆潜艇

駆潜艇（くせんてい）とは、対潜水艦戦闘を主任務とし、局地での警備、艦船の護衛に当たる小型の艦艇（軍艦）。
英語ではSubmarine chaserもしくはSubchaserとなる。ドイツ語ではU-Jagd-BootやU-Boot-Zerstörer、フランス語ではChasseur de sous-marinsと呼称される。
おおむね基準排水量は1,000トン以下で、100トン以下の小艇も多い。沿岸部・近海部での行動を想定した航洋性を持つ。こうした対潜艦艇は、爆雷など対潜戦用の兵装や、ソナーなど探知兵器を搭載した。
日本語では潜水艦を「駆逐する」という意味で駆潜艇（旧字体驅潜艇）と呼ばれる。
特務艦艇の一種である。
大日本帝国海軍の駆潜艇は、海軍休日時代にロンドン海軍軍縮条約の制限下において開発された。たが小型のため遠洋での長距離護衛任務を担うには性能が足らず、太平洋戦争でシーレーン防衛や船団護衛の主力を担ったのは駆逐艦や海防艦であった。

## 概要
第一次世界大戦時、潜水艦が多数投入されるようになると通商破壊によりシーレーンが脅かされ、船団護衛の必要性が生じた。各国は敵潜水艦を制圧するための対策を講じ、その一環として対潜武装と軽快な運動性を持った様々な艦艇が建造された。また魚雷艇が爆雷を搭載して、対潜戦闘に参加する場合もあった。これらが駆潜艇の始祖と言える。このころの代表的な駆潜艇がアメリカ海軍の建造したイーグル級哨戒艇である。
日本海軍において対潜戦闘や船団防備の任務を担っていたのは、駆逐艦であった。
戦間期になると、対潜水艦戦闘の切り札として新型駆潜艇の開発がすすめられた。また駆潜艇を対潜戦闘に投入することで、汎用艦艇となりつつあった駆逐艦を、他の任務に用いることも可能になった。この意味で、駆潜艇は駆逐艦を補助する役目を果たした。
第二次世界大戦の際も、各国で多数の駆潜艇が整備され実戦に投入された。
両大戦では、両陣営とも多くの漁船が徴用・改造されて特設艦艇として実戦投入され、駆潜艇として用いられたものもあった。第二次大戦では日本海軍とイギリス海軍は漁船型の駆潜特務艇を多数建造した。これは遠洋漁船が量産に適し、小型の割りに航洋性に優れているためである。洋上で敵の正規の軍艦と遭遇した場合、勝ち目がなかった。
第二次大戦後、潜水艦の高性能化が進むに連れ、対潜艦艇も高性能の兵装・ソナーを備えるために艦が大型化し、対潜任務に特化した小型艇としての駆潜艇は廃れた。しかし、高速戦闘艇（FAC）やミサイル艇の中には、対潜兵装を備えかつての駆潜艇的任務に就くものもある。
ソビエト連邦では戦後、駆潜艇はフリゲートクラスの警備艦や小型対潜艦、駆逐艦・巡洋艦クラスの大型対潜艦に発展した。

## 日本の駆潜艇

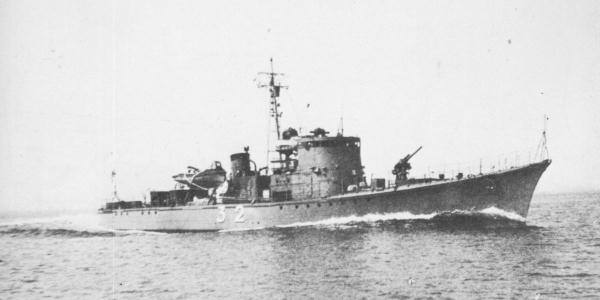
大日本帝国海軍の第二十八号型駆潜艇

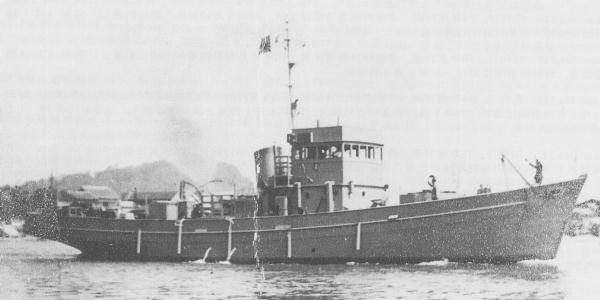
日本海軍の第一号型駆潜特務艇

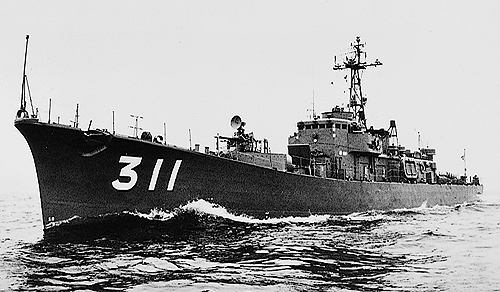
海上自衛隊のみずとり型駆潜艇

第一次世界大戦後の海軍休日時代、1930年（昭和5年）4月に締結したロンドン海軍軍縮条約により巡洋艦や駆逐艦など補助艦艇の建造に制限が生じたが、「排水量1万トン以下かつ速力20ノット以下の特務艦、排水量2,000トン以下で速力20ノット以下かつ備砲6.1インチ砲4門以下の艦、および排水量600トン以下の艦は無制限に建造してよい」という項目があった。日本海軍は二等駆逐艦の代替として千鳥型水雷艇や鴻型水雷艇を建造した。
それと並行し、ロンドン海軍条約の枠内で潜水艦狩りを想定した小型艦艇を開発する。1933年（昭和8年）5月23日に艦艇類別等級において駆潜艇として登録された。
当時の日本海軍の駆潜艇は、対潜ソナーとして水中探信儀と水中聴音機を備え、攻撃兵装として爆雷を装備していた。対潜兵装以外は、自衛用として対空戦に備えた火器を少数装備する。対水上艦戦闘には不向きであった。
駆潜艇数隻で「駆潜艇隊」を編制する。駆潜艇は基本的に港湾防備や、東シナ海や日本海など日本列島周辺の中国航路を想定した近海航路護衛用であった。港湾や拠点防備に関しては、駆潜艇と共に掃海艇や、急設網艦も担当した。
第二次世界大戦の太平洋戦争勃発後、南方作戦の成功にともないシーレーンが延長し、護衛艦艇が足りなくなった。対潜護衛艇の不足を補うために、駆潜艇も船団護衛に投入された。さらに多くの木造漁船を徴用し特設駆潜艇としたほか、自らも木造漁船を基本構造とした駆潜特務艇を建造した。これら駆潜艇の性能不足は海軍上層部も認識しており、日本海軍は占守型海防艦（③計画）を基本にした戦時量産型海防艦を多数建造して対潜戦闘の主力にあてた。しかし新型海防艦の大量就役は1943年（昭和18年）中盤以降となり、駆潜艇は引き続き輸送作戦護衛や船団護衛に駆り出された。
海軍との役割分担として、上陸戦を目的とする有力な船舶部隊を保有する日本陸軍では、揚陸艦（陸軍特殊船）や輸送船を敵潜水艦より護衛する高速艇丙を開発した。のちに対潜水艦戦のみならず、対魚雷艇戦の機能も追加された高速戦闘艇たる高速艇丙は駆逐艇と称され、ソナー・爆雷・小口径主砲・機関砲を備えた。
海上自衛隊は1980年代まで駆潜艇を保有していたが、小型で発展性が無い駆潜艇では、高性能化する原子力潜水艦への対応が困難と考えられ、現在では整備を取り止めている。

### 日本海軍の駆潜艇（戦間期 ～ 第二次世界大戦時）
- 第一号型駆潜艇 - 2隻（①計画、昭和八年度追加計画）[37]
- 第三号型駆潜艇 - 1隻（②計画）
- 第五十一号型駆潜艇 - 3隻（②計画）
- 第四号型駆潜艇 - 9隻（③計画）
- 第十三号型駆潜艇 - 15隻（④計画）
- 第二八号型駆潜艇 - 34隻（マル急計画）
- 第一号型駆潜特務艇 - 試作的3隻ふくめ203隻（マル急計画）

### 日本陸軍の駆潜艇
- 駆逐艇 - 約60隻

### 海上自衛隊の駆潜艇
- かり型駆潜艇
- かもめ型駆潜艇
- はやぶさ型駆潜艇
- うみたか型駆潜艇
- みずとり型駆潜艇

## アメリカ海軍
- アメリカ合衆国海軍の哨戒艇一覧（駆潜艇を含む）

## ドイツ海軍
- ガッビアーノ級コルベット
  - イタリア海軍の護衛艦だが、イタリア降伏後にドイツ軍が数隻を鹵獲して駆潜艇 (U-Boot-Jagd) として運用した。

## フランス海軍の駆潜艇
- Classe C 101（フランス語版）
- Classe Chasseur 1（フランス語版）
- Classe Chasseur 5（フランス語版）
- Classe Chasseur 41（フランス語版）

## ロシア海軍
- クロンシュタット級駆潜艇

## 小型対潜艦艇の対潜戦闘を題材にした映画
- Corvette K-225（英語版）（1943年）

大西洋攻防戦におけるフラワー級コルベットとUボートの戦闘を題材にした戦争映画。邦題は『駆潜艇K－225』。
- The Cruel Sea（英語版）（1953年）

フラワー級コルベットとUボートの交戦を題材にした戦争映画。邦題は『怒りの海』。

### 注
1. ↑  二、潜水艦攻撃法(中略)(一)使用艦艇[2]　驅潜艇　大戰中、英・米兩國に於て盛に建造されたる輕快にして比較的高速力を有する小艇であつて、喫水淺きがゆゑ魚雷の命中を避け得る便利がある。然し耐波性に乏しいため單に沿岸用に限られてゐる。(以下略)
2. 1 2  驅潜艇の出現[3]　對潜水艦戰には驅逐艦が主要な役割を演ずるが、驅逐艦には他に種々の任務があるので、驅逐艦に代つて潜水艦だけを相手に戰ふ軍艦が要求されて來た。特に潜水艦は隠密性と航續力とを利用して、遠く敵國の沿岸に近寄り、港に出入する船舶を襲撃するので第一次歐洲大戰後は、この防禦専門の小艦艇が建造されるやうになつた。所謂驅潜艇が、それであつて、驅逐艦の補助的役割を果しつゝある。
3. 1 2  驅潜艇　“第2號”[7]　要目不詳　航海中の艦隊や、商船を攻撃してくる潜水艦は警衛の驅逐艦をもつて壮烈なる潜水艦狩りを行ふのであるが、要塞或ひは港口に潜入し來る潜水艦の存在を探知し、敢然と驅逐に出かけて行くのがこの驅潜艇で、飛行機に對抗する小口徑砲を少數もってゐる外、主なる兵装は必然的に爆雷投射器と魚雷發射管である。驅潜艇の外敷網艇に相當する特務艇等の小艇が各軍港に附随して、水も漏らさぬ國防戰線がつくられてゐるのである。
4. ↑  海戰の尖端を行く驅潜艇を創造する　世界に未だ比を見ざるもの　我海軍が二隻を計畫[8](東京二十四日電通)我海軍はロンドン條約の結果主力艦の勢力を補うため、近く驅潜艇(即ち潜水艦を驅逐するもの)二隻を建造する事となつた
　これは世界の海軍に比類なき新型のもので、その形體は排水量六百トン位の小型のものであるが、すばらしい速力を有し海戰の際は其無比の速力を利用して潜水艦に近づき爆雷を發射して潜水艦を撃沈又は航行不能ならしむといふ特長あるものである
　右二隻の建造は 倫敦條約補充計畫の明年度豫算に包含されるもので 豫算が議會の協賛を得れ賛直ちに着工し昭和八年に完成するはずである(記事おわり)
5. ↑  一三、特務艦艇　陸軍に兵站部隊輜重隊があるやるに、海軍にも特務艦艇がある。特務艦としては「工作艦」「運送艦」「碎氷艦」「測量艦」「標的艦」「練習特務艦」がある。　特務艇としては「敷設艇」「駆潜艇」「掃海特務艇」「潜水艦母艇」がある。(中略)[9]【驅逐艇】海上を快走し乍ら敵潜水艦を探し出し、爆雷を投げて攻撃する。又艦隊の先頭に立つて敵潜水艦の奇襲を防ぐ。
6. 1 2 3  驅潜艇　わが海軍の獨創で　明春 ― 二隻竣工[10]　過日官報に軍令をもつて、特務艦艇中新に「驅潜艇」とふのが加へられた旨發表された、戰時の海の暴君潜水艦を如何にして撃滅するかは多年各國海軍の懸案で、それぞれ研究をこらしてゐたものであるが、逸早くわが海軍がこれに成功したものである、このわが海軍の獨創になる驅潜艇の大きさは百二、三十トン級その速力を利用し潜水艦に近づき、百メートル乃至百五十メートルの距離から水中の同艦に對して水面から爆雷を發射するもので、明年三月までに二隻竣工の豫定であるからこれが完成の暁はわが海軍の一威力となる(記事おわり)
7. ↑  日本海軍の海防艦は旧式艦（前弩級戦艦、装甲巡洋艦、防護巡洋艦）などを再定義した海防戦艦的な存在だったが[11][12]、太平洋戦争直前から沿岸防備に最適化された新型海防艦が建造されるようになった[13]。
8. ↑  くちく - かん〔 驅逐艦 〕[21]　小型と快速を利用して敵の艦隊に魚雷攻撃を加へ、敵の潜水艦を撃攘し、味方の運送船を保護し、外洋上にあつて敵艦隊の發見に努め、敵情を偵察し、敵の港湾を封鎖し、味方の艦隊を煙幕で隠し、又味方艦隊の航路の掃海などに從事するもの。1000噸以上を一等、1000噸以下を二等の2種に分ける。
9. ↑  例えば第一次世界大戦では、駆逐艦を基幹とする第二特務艦隊が地中海に派遣され、連合国の船団護衛任務と対Uボート作戦に従事している[22]。
10. ↑  驅潜艇と高速水雷艇[23]　さきに述べたやうに對潜水艦戰としては驅逐艦を用ひるのだが、驅逐艦他に種々の任務があるので、潜水艦だけを相手に戰ふ艦が要求される。殊に潜水艦はその隠密性と航續性とを利用して、遠く敵國の沿岸に近寄り、その港に出入する船舶を待ちかまへて襲撃するから、その防禦に當る小艦艇、即ち驅逐艇が建造されることになつた。(水雷艇略)
11. ↑  哨戒艇（英語版、ドイツ語版）ニュルンベクなど。
12. ↑  1944年2月17日のトラック島空襲では、特設駆潜艇「第十五昭南丸」（元捕鯨用キャチャーボート、約350トン）が45,000トン級戦艦「ニュージャージー (USS New Jersey, BB-62) 」と交戦して撃沈された[26]。
13. ↑  友鶴事件により[29]、4隻で建造打ち切り。
14. ↑  ◎特務艇類別等級　昭和八年五月二十三日(内令一九〇)[31]〔 特務艇類別等級｜特務艇｜(等級空欄)｜第一號、第二號 〕〔 備考｜一　地名又ハ物名等ヲ附スルモノハ「敷設艇何」「掃海特務艇何」「潜水艦母艇何」ト稱ス／二　番號ヲ附スルモノハ「第何號驅潜艇」ト稱ス 〕
15. ↑  くせん - てい〔 驅潜艇 〕[21]　潜水艦を攻撃する小艇。水中聴音機を有して敵潜水艦の潜航中の行動を探知し、快速力で接近して爆雷を放つて爆沈させる。伊太利海軍のマス（MAS）はこの艇のこと。
16. ↑  一例として1944年2月17日のトラック島空襲では、第24号駆潜艇がフレッチャー級駆逐艦「バーンズ (USS Burns, DD-588) 」に撃沈された。
17. ↑  たとえば1942年4月に発足した海上護衛隊（第一海上護衛隊、第二海上護衛隊）の主力艦は、小数の老朽駆逐艦、特設砲艦、水雷艇であった[35]。
18. ↑  占守型海防艦以降、甲型海防艦（択捉型、御蔵型、日振型、鵜来型）、番号海防艦（丙型、丁型）。
19. ↑  〔 海軍 〕[13]　新鋭海防艦の建造 ― 沿岸防禦を主要任務とする海防艦は從來舊式戰艦又は巡洋艦をもつて之に當ててゐたが、沿岸防禦の重要性に鑑み今後は他の艦艇同様、海防艦として設計された新しい海防艦が建造され、更に數隻の海防艦を單位とする海防隊が編制され、沿岸防備の重點に任ずることとなつた。(おわり)